# Edain
Edain de naam in de fantasyboeken van J.R.R. Tolkien, die de Elfen aan de mensen gaven die als eerste de Blauwe Bergen overstaken en zo Beleriand binnentrokken. Zij zouden later te boek staan als de mensen die zich allieerden met de Elfen tegen de macht van Morgoth en zij aan zij vochten in de vele oorlogen die tijdens de Eerste Era gevoerd werden.
Edain is een Sindarijns woord (enkelvoud: Adan) wat oorspronkelijk 'Het Tweede Volk' betekent. De term zou later specifiek refereren aan De Drie Huizen van de Elfenvrienden alhoewel de bewoording in zijn algemeenheid van toepassing is op de gehele mensheid. In het Quenya luidt de naam voor de mensen Atani (enkelvoud: Atan).
De drie huizen die Beleriand als eerste binnentraden waren, in chronologische volgorde:
1. Het Huis van Bëor
2. Het Huis van Haleth
3. Het Huis van Hador

Met het Huis van Haleth kwamen ook Wozen naar Beleriand en zij werden door de Noldor en Sindar ook tot de Edain gerekend.
Nadat Morgoth zijn tegenstanders bijna geheel vernietigd had was er van deze drie huizen en de Wozen niet veel meer over. Morgoth werd verslagen door de Valar tijdens de Oorlog van Gramschap en de resterende Edain kregen een nieuw land toebedeeld: Númenor, een eiland vlak bij de onsterfelijke landen waar de Valar vertoefden. Dit land schonk ook de inwoners een nieuwe naam: Númenorenanen, beter bekend als de Dúnedain, een samenvoeging van Dún en Edain, wat 'Edain van het Westen' of 'Mensen van het Westen' betekent.

## Tweede Era
Toen de Dúnedain in de Tweede Era met hun schepen naar Midden-aarde voeren kwamen zij daar mensen tegen die afstammelingen waren van de voorvaderen van de mensen die nooit naar Beleriand waren getrokken, die Noordmannen werden genoemd, en Wozen. Velen van hen werden uiteindelijk onderdanen van de koninkrijken Arnor en Gondor.
De Gwaithuirim van Eriador werden het slachtoffer van grootschalige ontbossing door Númenor in Eriador. Zij voerden een guerrilla tegen de invasie van de Scheepskoningen. Uiteindelijk werden zij verslagen en trokken weg naar Breeg, Donkerland, Eryn Vorn en de Witte Bergen. Zij hadden hun voorouders gemeen met de Haladin van de Eerste Era.
In de Tweede Era woonden er ook Wozen in Númenor maar zij keerden allen terug naar Midden-aarde. In de Tweede Era woonden ook nog Wozen in Anórien, Eriador en de Ered Nimrais.

## Derde Era - Dúnedain
In de Derde Era bevonden zich de volgende rijken van de Dúnedain zich in Midden-aarde:
- Arnor, viel uiteen in Arthedain, Cardolan en Rhudaur, werd uiteindelijk vernietigd
- Gondor
- Umbar, waar zich Zwarte Númenoreanen bevonden. Vanuit Umbar werden ook grote delen van Harad beheerst.

## Derde Era - Noordmannen
In de Derde Era bevonden zich een aantal (konink)rijken van de Noordmannen in Rhovanion, waaronder de:
- Beornings, in de noordelijke valleien van de Anduin
- bosmensen, rondom het Grote Groenewoud (later het Demsterwold genoemd)
- mensen van Dal, in het noorden van Wilderland
- mensen van Esgaroth, in het noorden van Wilderland
- mensen van het koninkrijk Rhovanion
- Éothéod, eerst in het noorden van Wilderland, later de Rohirrim van Rohan in het zuiden van Wilderland

Daarnaast leefden er nog Wozen in het het de bossen van Anórien en in Drúwaith Iaur
In de Derde Era waren de volkeren van Gondor en de Noordmannen van Rhovanion van elkaar afhankelijk. Na de grote pest van Derde Era 1636 waren de Noordmannen echter zeer verzwakt en vervielen hun (konink)rijken na invasies van de Wagenrijders en Balchoth.

## Voetnoten
1. 1 2  J.R.R. Tolkien, Christopher Tolkien (ed.), Unfinished Tales, "The Drúedain"